# 扇風機の都市伝説

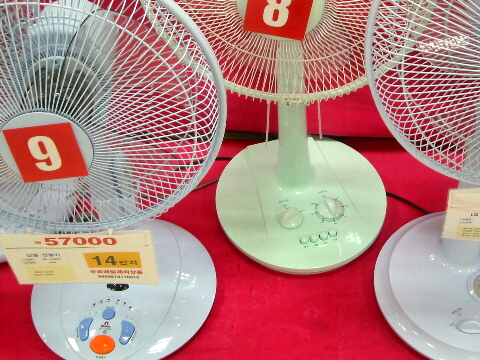
韓国の扇風機売り場。設定した分数が経つと運転が停まるオフタイマー機能は、韓国では「就寝時の使用における安全のための機能」と認識されている

扇風機の都市伝説（せんぷうきのとしでんせつ）とは、密閉された空間で扇風機をつけたまま眠ると窒息や低体温症などで死亡するという都市伝説である。

## 概要
都市伝説の正確な由来は不明だが、1920年代に朝鮮半島で電気扇風機が普及するのと同時に、吐き気、窒息、顔面麻痺などを引き起こすのではないかと健康被害に関する懸念が広まった。
韓国では、締め切った部屋や就寝中に扇風機をつけていると窒息などにより死亡すると信じられており、日本でも類似した話があるが、医学・科学的根拠に乏しく、医師など専門家の意見も分かれている。また持病などが無い人が夏場に長時間扇風機の風を浴び続けても命に係わるほど体温が下がることは無いとの報告がある一方、逆の報告もある。前提として風を受け続けることでの人体への影響を、専門家たちは各所で述べている。ただし、扇風機による死亡例は、心臓病などの持病を持つ報告がほとんどとされる。
扇風機には室温と湿度を下げる機能は無いため、締め切った屋内では時間とともに室温と湿度が上昇し、熱中症の可能性が高まる。また、扇風機に当たったまま寝てしまうと、身体が冷やされることで体調を崩したり、局所に長時間風圧のストレスを受けて気分が悪くなる事がある。「扇風機の都市伝説」はこれらの現象を極度に強調したか、あるいは原因や因果関係に関する科学的な無理解により発生したものと考えられている。

## 日本と韓国における報道

### 韓国
一部の陰謀論では、1970年代のオイルショック中に行われた節電を促す韓国政府のプロパガンダだとの見方もあるが、朝鮮半島では1920年代からすでに電気扇風機よって引き起こされる健康被害の発生が危惧されており、1927年には扇風機の健康被害に関する新聞報道が確認されている。
韓国では、就寝中の扇風機による死亡事故が報じられることがある。一方で、それらの事故報道はデマであるとする見解が、韓国のニュースサイト中央日報（ヘラルドトリビューンと提携）に掲載されている（記事タイトル：Newspapers fan belief in urban myth）。記事の内容は、扇風機死亡事故を韓国固有の都市伝説であると断定するものである。韓国の医療関係者のコメントとして、扇風機死亡事故とされるものの、主要な死因は心臓疾患やアルコール依存であると書かれている。扇風機による体温の低下は死亡事故の要因の一部であっても主要因ではないとされる。

### 日本
日本でも以前から、扇風機による「低体温症による死亡説」または「脱水症状から塞栓症を起こして死亡する説」が、話題にのぼることがある。また1970年代から1980年代には「扇風機による死亡」が新聞報道されたことがあったが、以後はこのような記事も見られなくなった。

## 体温低下による死亡説
扇風機による死亡説の理由として、「汗をかき、扇風機の風によって盛んに蒸発が起きることで体温が奪われ、低体温症に至るまたは体内の水分を奪われるため脱水症状に陥り、血液がドロドロになって脳梗塞や心筋梗塞を起こす」というものがあげられている。また実例として韓国の新聞記事を引用するものがある。

### 反論
露点温度の観点からこれに反対する意見がある。露点温度とは、空気中の水蒸気が凝結して露を結ぶ温度のことだが、通常の場合に扇風機を使用しても結露は起こらず、湿度の高い日本の夏では死に至るほど体温低下はしないとされる。